# Mary Shakespeare

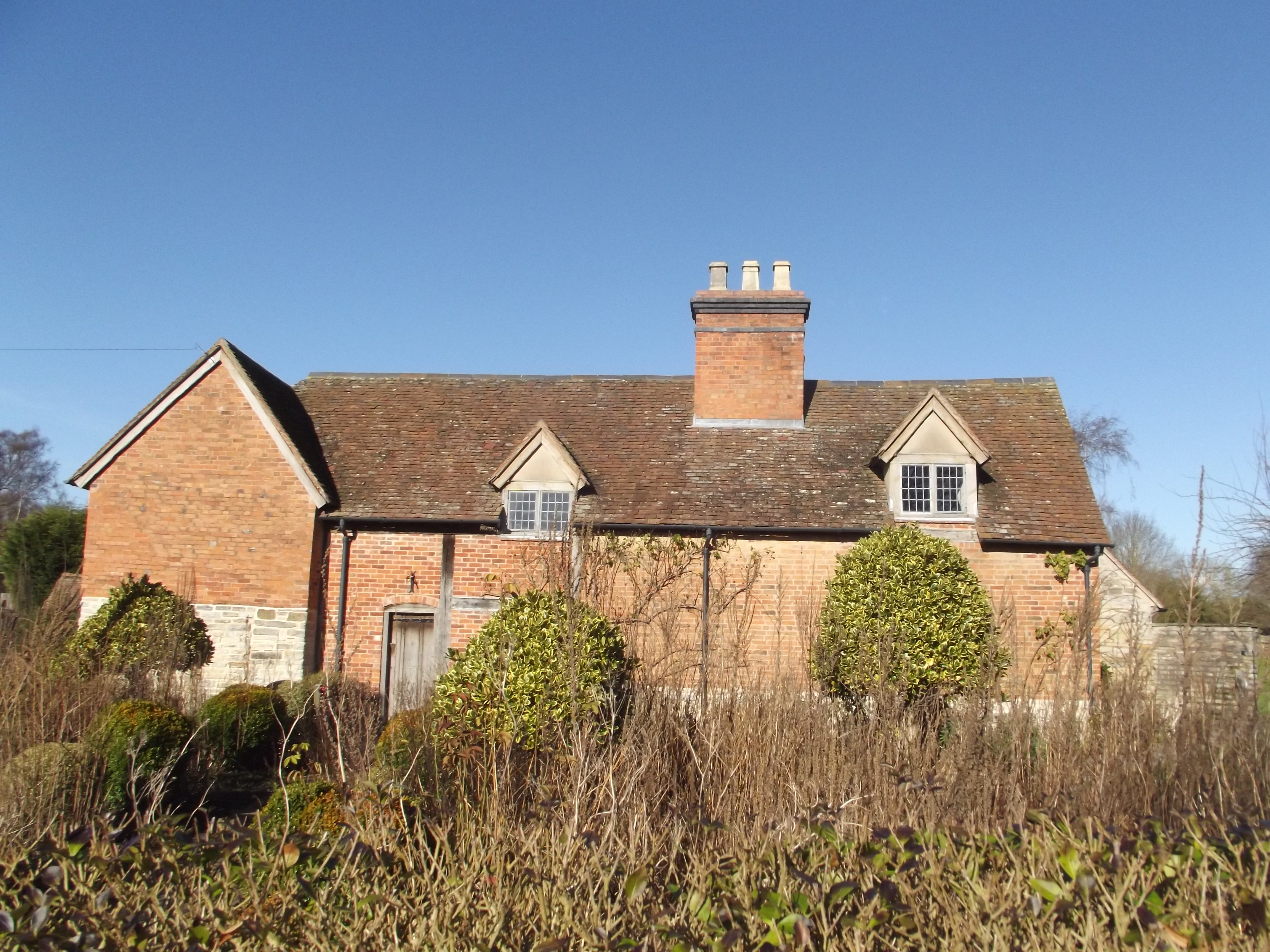
Casa de Mary Arden

Mary Shakespeare, nombre de soltera Mary Arden (c. 1537 – 1608), fue la madre de William Shakespeare. Era la más joven de las ocho hijas de Robert Arden, y quien heredó la propiedad de su padre, hoy llamada «Mary Arden’s Farm» o «Mary Arden’s House» –«La casa (o quinta) de Mary Arden»–, en Wilmcote, en el condado inglés de Warwickshire, tras la muerte de este en diciembre de 1556. La familia Arden es una de las únicas tres de Inglaterra que puede trazar en forma ascendente su linaje por línea paterna hasta las épocas anteriores incluso a la invasión normanda (siglo xi).
Aunque no se conservan registros del casamiento de Mary con John Shakespeare, se cree que contrajeron matrimonio entre noviembre de 1556 y septiembre de 1558, probablemente en 1557, en la iglesia de San Juan Bautista del pueblo de Aston Cantlow. Es posible que se conocieran ya de niños, ya que Richard Shakespeare, el padre de John, era un granjero que le arrendaba tierras en Snitterfield (una villa en el distrito de Stratford-on-Avon, también en Warwickshire) a Robert Arden. La pareja tuvo ocho hijos: Joan (1558), Margaret (1562-63), William (1564-1616), Gilbert (1566-1612), Joan (1569-1646), Anne (1571-79), Richard (1574-1613) y Edmund Shakespeare (1580-1607). Varios de ellos fallecieron jóvenes. Su primera hija, Joan, nació muerta; su nombre fue utilizado nuevamente para su tercera hija. Su segunda hija, Margaret, también murió de niña.
Mary perteneció a una familia de estatus social. Uno de sus ancestros, Thomas Arden, luchó en la guerra civil del siglo xiii desde la oposición baronal, liderada por Simón de Montfort; Robert Arden, quien luchó en la Guerra de las Dos Rosas, y John Arden, quien sirvió en la corte de Enrique VII. Tras el fallecimiento de su padre, Mary heredó las tierras de Snitterfield y Wilmcote.

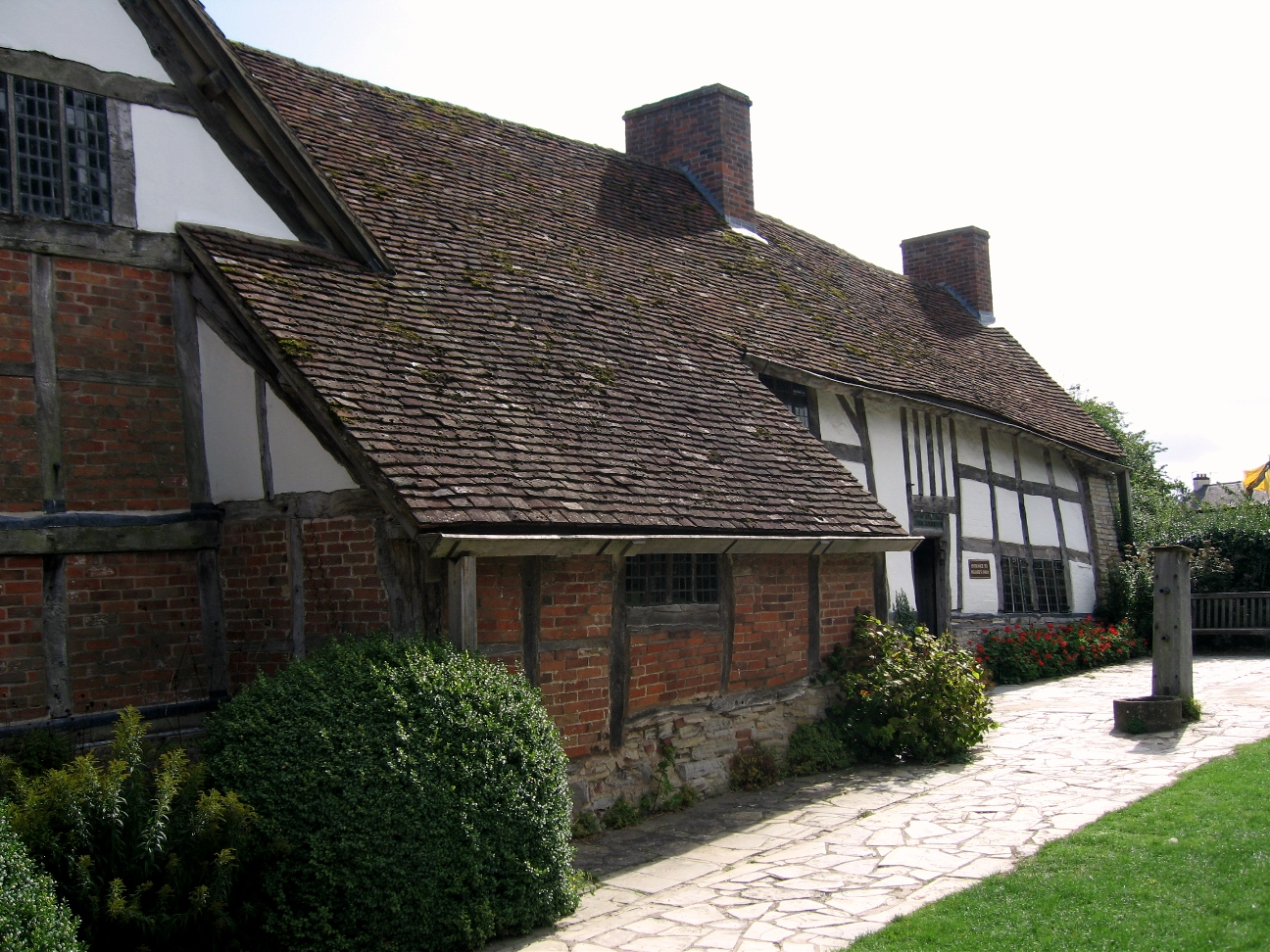
Palmer's Farm (vista trasera)

En 1930, la fundación Shakespeare Birthplace Trust adquirió una casa en Wilmcote, identificada como la de Mary Arden en 1792, y la  redecoró siguiendo el estilo Tudor. Sin embargo, en 2002 se supo que el edificio preservado como «Mary Arden's House» había en realidad pertenecido a Adam Palmer, amigo y vecino de la familia, por lo que la edificación pasó a denominarse «Palmer's Farm». La casa de la familia Arden, cercana a la de Palmer, había sido adquirida por la misma fundación en 1968, aunque se desconocía su procedencia. La propiedad es hoy un museo histórico dedicado a la vida cotidiana del siglo xvi.